# Jezioro Miedziane
Jezioro Miedziane, Łęg, Niedźwiedź Duży, Barowa (niem. Großer Baarwiesen Teich) – jezioro w woj. warmińsko-mazurskim, o powierzchni około 19 ha, położone w Dobrocińskich Lasach na wschód od wsi Leśnica i Małdyty (gmina Małdyty).
Z jeziorem graniczy rezerwat przyrody Niedźwiedzie Wielkie oraz obszar Natura 2000 „Niedźwiedzie Wielkie” (PLH280050).